# Lin-Manuel Miranda
Lin-Manuel Miranda est un acteur, chanteur, réalisateur, auteur-compositeur et dramaturge américain, né le 16 janvier 1980 à New York.
Surnommé le « nouveau Gene Kelly », il est une figure majeure du nouvel âge d'or de la comédie musicale au cinéma, tout comme au théâtre.
Il est révélé en 2009 par la comédie musicale In the Heights, et acquiert une stature internationale avec Hamilton: An American Musical.
Il collabore régulièrement, depuis 2016, avec les studios Disney, dont il est devenu en quelques films (Vaiana : La Légende du bout du monde, Le Retour de Mary Poppins, Encanto : La Fantastique Famille Madrigal) un des nouveaux compositeurs phares, comme le furent avant lui les Frères Sherman et Alan Menken.
Son travail a été récompensé par de nombreuses distinctions, notamment deux prix Pulitzer, trois Tony Awards, trois Grammy Awards, un Emmy Award, une bourse MacArthur et un prix Kennedy en 2018.

## Biographie

### Jeunesse
Lin-Manuel Miranda est né le 16 janvier 1980, à Washington Heights, quartier populaire de Manhattan, à New York. D'ascendance portoricaine et mexicaine, il est le fils de Luz Towns-Miranda, une psychologue clinicienne, et de Luis A. Miranda Jr., consultant démocrate auprès du maire de New York Ed Koch de 1978 à 1989.
Le nom « Lin-Manuel » a été inspiré par un poème à propos de la guerre du Vietnam, Nana roja para mi hijo Lin Manuel, par l’écrivain portoricain José Manuel Torres Santiago.
Il a été élevé dans le voisinage d’Inwood, quartier au nord de Washington Heights.
Durant son enfance et son adolescence il a passé au moins un mois par année avec ses grands-parents à Vega Alta, Porto Rico.
Il a une sœur aîné, Luz, qui est la directrice financière du groupe MirRam, une société de conseil stratégique en gouvernement et en communication.
Lin-Manuel Miranda a fréquenté l’école élémentaire Hunter College. Parmi ses camarades de classes se trouvait le journaliste Chris Hayes, qui fut le premier réalisateur de Miranda quand celui-ci a joué dans une pièce de théâtre décrite par Hayes comme a 20-minute musical that featured a maniacal fetal pig in a nightmare that [Miranda] had cut up in biology class (« Une comédie musicale de 20 minutes qui mettait en scène un cauchemar avec un fœtus de porc maniaque qu'il [Miranda] avait découpé en cours de biologie. »). Parmi ses camarades de classe on compte également le rappeur Immortal Technique, qui a harcelé Lin, bien qu'ils soient devenus amis plus tard.
Lin-Manuel Miranda a commencé à écrire des comédies musicales à l’école.
En 1999, alors qu'il est étudiant en deuxième année à l’université Wesleyan, il écrit sa première ébauche de ce qui allait devenir sa première comédie musicale à Broadway, In the Heights. Le spectacle est accepté par la compagnie de théâtre étudiante de Wesleyan, Second Stage, Lin y ajoute alors des numéros de rap freestyle et de salsa.
Lin-Manuel Miranda écrit et réalise plusieurs autres comédies musicales à Wesleyan et joue également dans de nombreuses autres productions, allant des comédies musicales à Shakespeare. Il est finalement diplômé de Wesleyan en 2002.

### 2002-2009: débuts
En tant qu'acteur, il est apparu à partir de septembre 2009 dans le rôle de Juan Alvarez dans la saison 6 de Dr House.
Au cours de cette période il joue plusieurs rôles à la télévision. Il apparait en 2011 dans la série télévisée Modern Family. En 2013, il joue le rôle récurrent de Ruben Marcado dans le drame NBC Do No Harm. Il joue en 2013 dans la sitcom de CBS How I Met Your Mother

### 2009-2015: nouveau génie de Broadway
Il a travaillé avec Stephen Sondheim sur l'adaptation espagnole des chansons de la comédie musicale West Side Story lors de sa reprise en mars 2009 à Broadway.

#### Hamilton: An American Musical

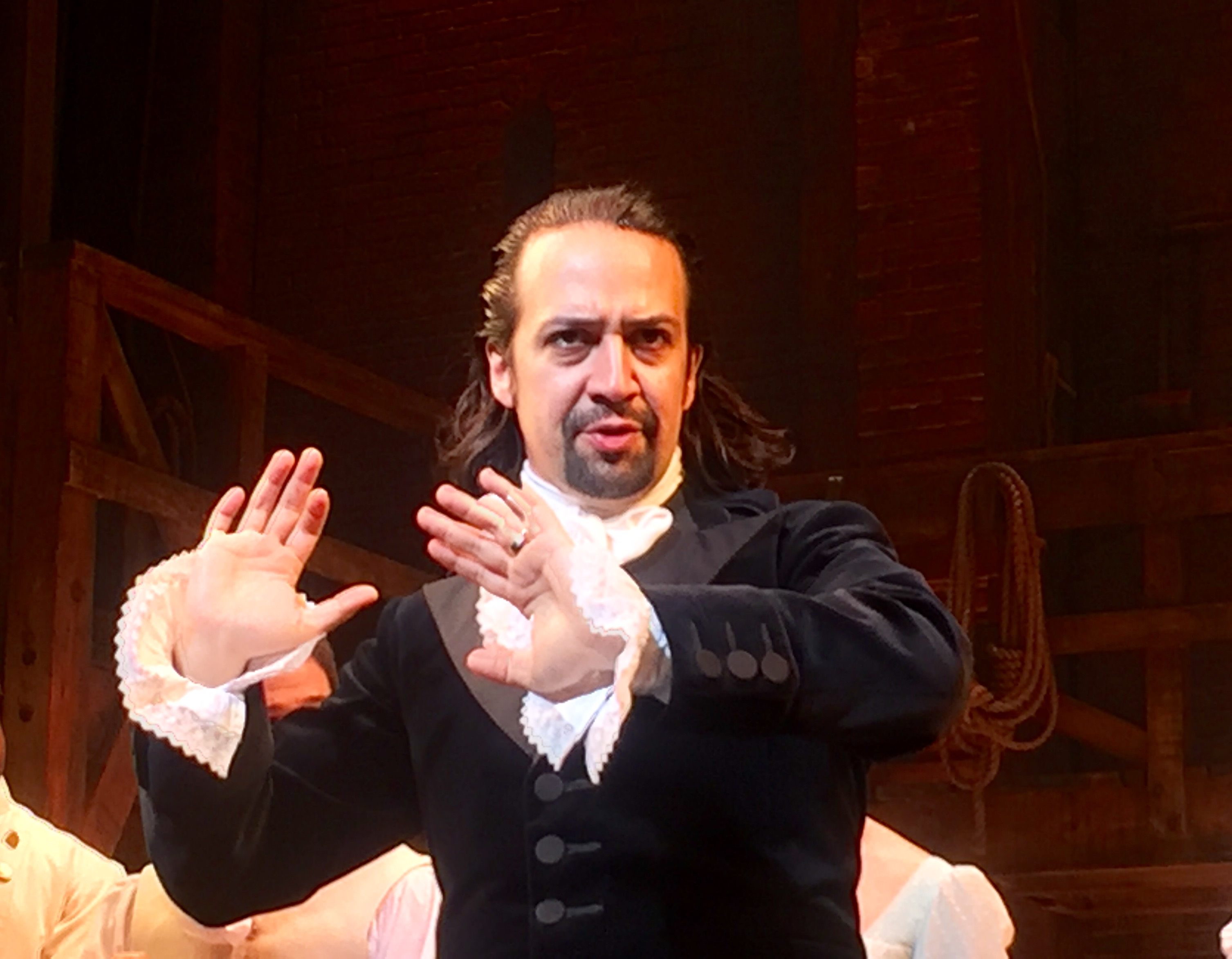
Lin-Manuel Miranda dans le rôle-titre de la comédie musicale Hamilton, en 2016.

En 2008 alors qu'il est en vacances Lin Manuel Miranda lit la biographie d'Alexander Hamilton, l'un des pères fondateur américain par Ron Chernow et, inspiré par le livre, a écrit un rap sur Hamilton qu'il interprète pour la soirée de « poésie, de musique et de spoken word » de la Maison Blanche le 12 mai. 2009, accompagné d'Alex Lacamoire,. Miranda a déclaré plus tard qu'il avait passé un an à écrire la chanson de Hamilton My Shot, la révisant d'innombrables fois pour que chaque couplet reflète l'intellect d'Alexander Hamilton.
En 2012, Miranda a composé une longue série de morceaux basées sur la vie de Hamilton, qu'il appelle alors les Hamilton Mixtape.
Hamilton: An American Musical est créé en off-Broadway, au Public Theater de New York, mise en scène par Thomas Kail, Lin Manuel en a composé le livret, écrit les paroles, et il y tient le rôle-titre,. Le spectacle reçoit des critiques très positives, et joue rapidement à guichet fermé,. Le spectacle est transféré à Broadway le 6 août 2015 au Richard Rodgers Theatre.En 2016 Hamilton remporte le Tony Award de la meilleure comédie musicale ; Miranda remporte les Tony Awards de la meilleure musique originale et du meilleur livret de comédie musicale et reçoit une nomination pour le meilleur acteur dans une comédie musicale. Miranda a remporté le prix Pulitzer de théâtre pour la comédie musicale, l'album d'Hamilton remporte le Grammy Award du meilleur album de théâtre musical. En mai 2016, pour rôle d'Alexander Hamilton, Miranda reçoit du Drama League le prix de la performance et la pièce recoit le prix de la meilleure comédie musicale de l'année. En 2016, Hamilton a établi le record de 16 nominations aux Tony Awards dont 11 ont été récompensées d'un prix.
Par la suite, en 2017, une nouvelle version d'Hamilton (modifiée pour le public britannique) a ouvert ses portes au Victoria Palace. Hamilton est aussi jouée à Chicago et plusieurs tournées aux États-Unis ont été organisées. La comédie musicale sera également jouée en Australie à partir de mars 2021 et au Canada à partir de janvier 2022.
Le 15 mars 2016, des membres de la distribution de Hamilton se sont produits à la Maison Blanche. En avril 2016, Miranda et Jeremy McCarter publient Hamilton: The Revolution, un livre décrivant la genèse de Hamilton de la conception au succès à Broadway et discutant de la révolution culturelle et musical lancée par spectacle.
Miranda a donné sa dernière représentation à Hamilton le 9 juillet 2016.
En février 2020, Disney déclare avoir acheté les droits d'une captation vidéo de la comédie musicale pour la somme de 75 millions de dollars. Ce film est issu de trois captations vidéo de la représentation au cours d'un weekend de 2016 avec le casting original de Broadway, avant le départ de Lin-Manuel Miranda. La sortie du film en salles était prévue pour octobre 2021 aux États-Unis et au Canada. À la suite de la pandémie de Covid-19 paralysant le monde, Disney et Lin-Manuel Miranda décidèrent de sortir le film Hamilton sur Disney+ le 3 juillet 2020, soit un jour avant la fête nationale des États-Unis,. Le succès fut tel que l'application Disney+ fut téléchargée plus de 250 000 fois le week-end suivant la sortie du film, une augmentation de 72% par rapport au mois précédent.

### Depuis 2016: montée en puissance au cinéma
Vers la fin de l'année 2015, il est engagé officiellement pour composer et coécrire les chansons du prochain film d'animation des studios Disney intitulé : Vaiana : La Légende du bout du monde, nouveau film d'animation musical qui doit succéder au grand carton de La Reine des neiges, sorti trois ans auparavant,. Le long-métrage raconte l'histoire d'une jeune fille, princesse héritière d'une île dans le Pacifique, et qui décide de partir à l'aventure avant de faire la rencontre d'un demi-dieu nommé Maui. Il collabore à cette occasion avec le duo de réalisateurs Ron Clements et John Musker qui durant les années 1990 ont signé des classiques comme Aladdin, La Petite Sirène et qui n'avaient pas fait de film depuis 2009, année de sortie de La Princesse et la Grenouille.
Lors de sa sortie en salles, le film d'animation est très bien accueilli par la presse et le public. Le magazine britannique Slate allant jusqu'à dire « Avec Vaiana, Disney connaît son troisième âge d'or, une ère où l'amour n'est plus le seul horizon pour les personnages féminins. » Le long-métrage achève sa consécration en recevant plusieurs nominations durant la saison des prix. Ainsi, Lin-Manuel Miranda est nommé au Golden Globe de la meilleure chanson originale puis à l'Oscar de la meilleure chanson originale pour son morceau Le Bleu Lumière, mais ne les remportera pas cette année-là,. Cependant, Vaiana lui permet de remporter son troisième Grammy Awards dans la catégorie Meilleure chanson écrite pour un film.
Lors de la tournée publicitaire pour le film Vaiana, en novembre 2016, il révèle qu'il a commencé à travailler avec le réalisateur Byron Howard, par l'entremise de John Lasseter, alors directeur de la création de Disney Animation, sur un nouveau projet de film d'animation. Cinq ans plus tard, en 2021, ce projet aboutira à la diffusion du film Encanto : La Fantastique Famille Madrigal.
Le 4 mai 2016, à l'occasion du Star Wars Day, Lin-Manuel Miranda et le producteur-réalisateur J. J. Abrams, ont annoncé officiellement à la presse être les auteurs et interprète de la chanson Jabba Flow que l'on peut entendre dans la scène de la Cantina dans le film Star Wars : Le Réveil de la Force, sorti en 2015.
Il est contacté peu après par le réalisateur Rob Marshall qui lui propose de rejoindre en tant qu'acteur uniquement l'actrice britannique Emily Blunt dans le film musical : Le Retour de Mary Poppins, nouvelle monture qui doit faire suite au Mary Poppins porté par Julie Andrews et Dick Van Dyke, en 1964. Il y interprète un nouveau personnage du nom de Jack, qui doit aider Mary Poppins dans sa nouvelle mission auprès de la famille Banks,.
Ce premier grand rôle, outre que collaborer avec Emily Blunt, lui permet de tourner aux côtés d'acteurs reconnus depuis longtemps par la profession comme Meryl Streep, Dick Van Dyke ou encore Angela Lansbury. Si le film connaît des critiques très élogieuses lors de sa sortie aux États-Unis, l'accueil en France est plus particulier et la presse semble assez mitigée par ce nouveau volet. À la fin de l'année, il est nommé au Golden Globe du meilleur acteur dans un film musical ou une comédie pour son rôle. Ce projet lui offre tout de même une plus grande visibilité, en particulier en Europe où il était assez méconnu jusqu'ici.
Il effectue l'année suivante une brève apparition dans Star Wars, épisode IX : L'Ascension de Skywalker apparaissant en fin de générique, puis est le showrunner de la mini-série : Fosse/Verdon qui revient sur la relation tumultueuse entre le réalisateur et chorégraphe Bob Fosse et son ex-épouse Gwen Verdon, interprétée par Michelle Williams. Avant de tenir un rôle récurrent dans la série de science-fiction His Dark Materials : À la croisée des mondes aux côtés de Ruth Wilson et de prêter sa voix à Gérard Mentor dans la nouvelle série des studios Disney : La Bande à Picsou.
Le 10 juin 2021 sort D'où l'on vient (In The Heights) réalisé par Jon Chu adaptation de sa comédie musical In The Heigths, alors que Miranda a créé le rôle d'Usnavi, il déclare estimer qu'il était trop vieux pour jouer ce rôle dans l'adaptation cinématographique. Il y joue finalement le petit rôle de Piraguero, le "Piragua Guy", dans le film,.
Le 24 novembre 2021, la sortie au cinéma du film d'animation Encanto : La Fantastique Famille Madrigal permet à la bande originale qu'il a composée (en) d'obtenir un succès populaire (la chanson We Don't Talk About Bruno (en) culmine en tête du Billboard Hot 100 des États-Unis) et plusieurs récompenses, dont une nomination à l'Oscar de la meilleure chanson originale pour Dos Oruguitas (en).

### Vie personnelle
Il est marié à Vanessa Nadal, une amie du lycée, depuis 2010.
Il a deux fils, Sebastian né le 10 novembre 2014 et Francisco né le 2 février 2018,.
En 2016, il réalise avec l'aide de Barack Obama un rap freestyle à la Maison-Blanche. Il parvint à improviser sur des mots tels que « constitution » ou « obamacare ».
En 2018, il rachète avec trois associés issus de Hamilton (Thomas Kail, Jeffrey Seller et James L. Nederlander) le Drama Book Shop. Cette librairie spécialisée dans le théâtre avait annoncé sa fermeture après cent ans d'existence du fait de loyers prohibitifs,.

## Filmographie

### Acteur

#### Cinéma
- 1996 : Les Amis de Clayton (Clayton's Friends) de lui-même : Pete (producteur et scénariste)
- 2012 : La Drôle de vie de Timothy Green (The Odd Life of Timothy Green) de Peter Hedges : Reggie
- 2013 : Looking for Maria Sanchez (200 Cartas) de Bruno Irizzari : Raul
- 2015 : Star Wars, épisode VII : Le Réveil de la Force (Star Wars, The Force Awakens) de J.J. Abrams : Shag Kava
- 2017 : Speech and Debate de Dan Harris : Le Génie
- 2018 : Le Retour de Mary Poppins (Mary Poppins Returns) de Rob Marshall : Jack
- 2019 : Star Wars, épisode IX : L'Ascension de Skywalker (Stars Wars, épisode IX : The Rise of Skywalker) de J.J. Abrams : un résistant
- 2020 : Hamilton (Hamilton : The Musical) de Thomas Kail : Alexander Hamilton
- 2021 : D'où l'on vient (In The Heights) de Jon Chu : Mr. Piragüero
- 2021 : Vivo de Kirk DeMicco : Vivo (voix parlée et chantée)

##### Séries télévisées

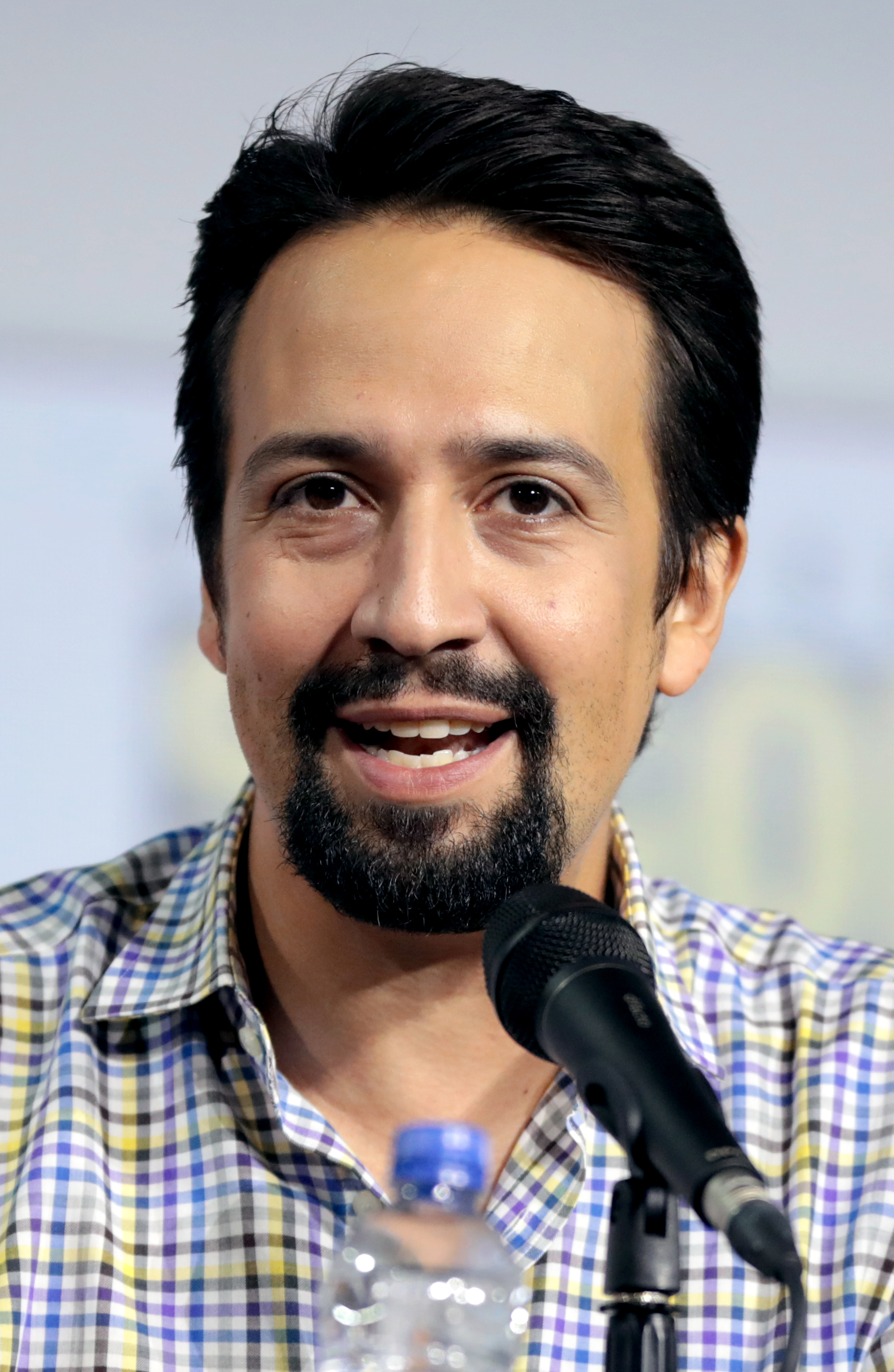
Lin-Manuel Miranda au San Diego Comic-Con de 2019, pour la présentation de son rôle d'acteur dans la série His Dark Materials : À la croisée des mondes.

- 2007 : The Sopranos : Groom (saison 6, épisode 15)
- 2009-2011 : 1, rue Sésame : Freddy Flapman (saison 40, épisode 1)
- 2009-2010 : Dr House : Juan Alvarez (saison 6, épisode 1,2 et 21)
- 2010 : The Electric Company (en) : Mario (17 épisodes)
- 2011 : Modern Family : Guillermo (saison 2, épisode 22)
- 2012 : Submissions Only (en) : Eddy (saison 2, épisode 8)
- 2013 : Do No Harm : Ruben Marcado (11 épisodes)
- 2013 : How I Met Your Mother : Gus (saison 9, épisode 11)
- 2013 : Smash : lui-même (saison 2, épisode 15)
- 2016 : Inside Amy Schumer : lui-même (saison 4, épisode 1)
- 2017 : BoJack Horseman : Crackerjack Sugarman (saison 6, épisode 15)
- 2017 : Larry et son nombril : lui-même (saison 9, épisode 9 et 10)
- 2018 : Nina’s World : Paquito Fernando (voix) (saison 2, épisode 37)
- 2018-2021 : La Bande à Picsou : Gérard Mentor / Robotik (voix) (saisons 1, 2, 3)
- 2019 : Brooklyn 99 : David Santiago, le frère d'Amy (saison 6, épisode 9)
- 2019 : Fosse / Verdon : Roy Scheider (saison 1, épisode 8)
- 2019-2022 : His Dark Materials : À la croisée des mondes : Lee Scoresby
- 2022 : Bluey : Major Tom (voix) (saison 3, épisode 28)
- 2023 : Big Mouth : Le poil pubien portoricain (voix) (saison 7, épisode 6)
- 2023 : Percy Jackson et les Olympiens : Hermès

### Auteur-compositeur

#### Cinéma
- 2017 : Speech and Debate de Dan Harris : Le Génie - composition de My Shot
- 2016 : Vaiana : La Légende du bout du monde (Moana) de Ron Clements et John Musker - chansons originales
- 2020 : Hamilton (Hamilton: The Musical) de Thomas Kail - chansons
- 2021 : D'où l'on vient (In The Heights) de Jon Chu - chanson
- 2021 : Encanto : La Fantastique Famille Madrigal (Encanto) de Byron Howard, Jared Bush et Charise Castro Smith - chansons originales
- 2021 : Vivo de Kirk DeMicco - chansons originales
- 2021 : D'où l'on vient (In the Heights) de Jon Chu - livret et chansons originales
- 2023 : La Petite Sirène (The Little Mermaid) de Rob Marshall - écriture de nouvelles chansons avec Alan Menken
- 2024 : Mufasa : Le Roi lion (Mufasa: The lion king) de Barry Jenkins - écritures des chansons.

#### Séries télévisées
- 2021 : We The People
- 2023 : Big Mouth : Esperando pelitos - chanson (saison 7, épisode 6)

### Producteur
- 2019 : Fosse / Verdon (série télévisée)
- 2020 : Hamilton (Hamilton : The Musical) de Thomas Kail
- 2021 : D'où l'on vient (In The Heights) de Jon Chu
- 2021 : Vivo de Kirk DeMicco
- 2021 : Tick, Tick... Boom! de lui-même
- 2021 : We The People (série télévisée) - coproducteur avec Michelle et Barack Obama

### Réalisateur
- 1996 : Les Amis de Clayton (Clayton's Friends) (vidéo)
- 2016 : Studios Heads (court métrage)
- 2021 : Tick, Tick... Boom!

### Scénariste
- 2019 : Fosse / Verdon (série télévisée) - showrunner
- 2020 : Hamilton (Hamilton: The Musical) de Thomas Kail - scénariste de la captation vidéo
- 2021 : Vivo de Kirk DeMicco - coscénariste avec Quiara Alegria-Hudes et Kirk DeMicco

## Comédie musicale
| Année       | Titre                 | Auteur                           | Mise en scène                    | Rôle                         | Production   |
| ----------- | --------------------- | -------------------------------- | -------------------------------- | ---------------------------- | ------------ |
| 2007 - 2009 | In the Heights        | lui-même et Queria Alegria Hudes | lui-même                         | Usnavi                       | Broadway     |
| 2012        | Merrily We Roll Along | Stephen Sondheim et George Furth | Celia Keenan-Bolger              | Charles Kringas              | Broadway     |
| 2014        | Tick, Tick...Boom     | Jonathan Larson                  | lui-même                         | Jon                          | Broadway     |
| 2014        | 21 Chump Street       | lui-même et Queria Alegria Hudes | lui-même et Queria Alegria Hudes | le narrateur                 | Off-Broadway |
| 2015        | Hamilton              | lui-même                         | Thomas Kail                      | Alexander Hamilton           | Broadway     |
| 2016        | Les Misérables        | Alain Boublil                    |                                  | Loud Hailer (voix seulement) | Broadway     |

### Compositeur
- 2009 : In the Heights de lui-même et Queria Alegria-Hudes
- 2011 : Bring It On: The Musical de lui-même, Tom Kitt, Amanda Green, et Jeff Whitty
- 2014 : 21 Chump Street de lui-même
- 2015 : Hamilton de lui-même
- 2024 : Warriors (en) de lui-même et Eisa Davis (en)

### Contribution
- 2009 : West Side Story de Leonard Bernstein, Stephen Sondheim et Jerome Robbins (adaptation et traductions des chansons en espagnol)
- 2011 : Working, a musical de Nina Faso, Stephen Schwartz (écriture de deux nouvelles chansons entant qu'auteur-compositeur)

## Distinctions

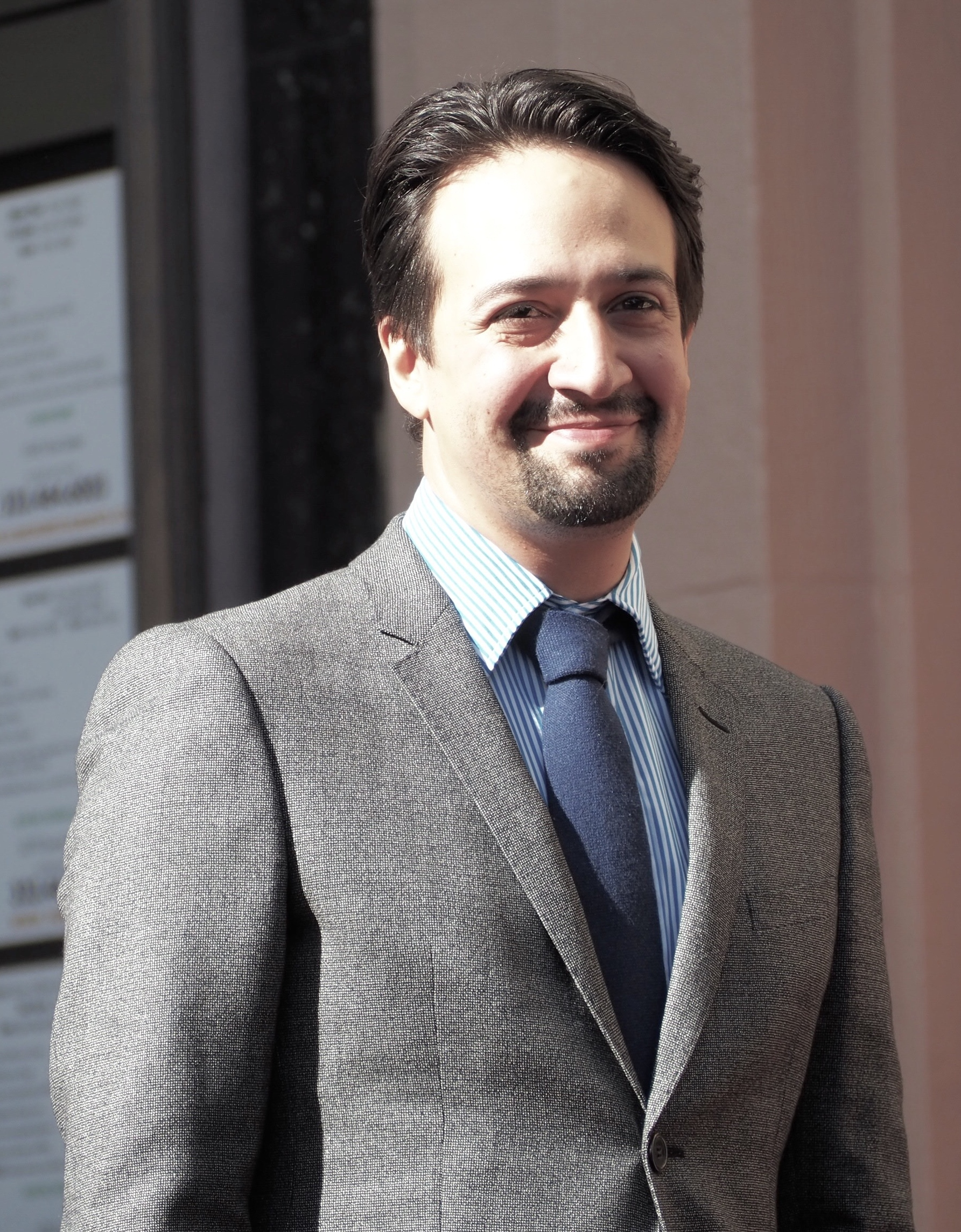
Lin-Manuel Miranda lors de sa cérémonie d'intronisation au Hollywood Walk of Fame.

Il est détenteur de deux prix Pulitzer, de trois Grammy Awards, d'un Emmy Award et de trois Tony Awards. Sa comédie musicale Hamilton détient à elle-seule 16 nominations dans 13 catégories différentes aux Tony Awards en 2016.
Le 30 novembre 2018, Miranda inaugure son étoile sur le Hollywood Walk of Fame, dont c'est la 2652e.

### Récompenses
- 2009 : Prix Pulitzer de l'œuvre théâtrale - In the Heights
- 2009 : Grammy Awards du meilleur album de comédie musicale - In the Heights
- 2009 : Tony Award du meilleur livret de comédie musicale - In the Heights
- 2009 : Laurence Olivier Award de la meilleure musique - In the Heights
- 2015 : Prix Pulitzer de l'œuvre théâtrale - Hamilton
- 2015 : Grammy Awards du meilleur album de comédie musicale - Hamilton
- 2015 : Laurence Olivier Award de la meilleure musique - Hamilton
- 2015 : Tony Award du meilleur livret de comédie musicale - Hamilton
- 2021 : Satellite Award du meilleur film - Tick, Tick... Boom!

### Nominations
- 2009 : Tony Award du meilleur acteur dans une comédie musicale - In the Heights
- 2015 : Tony Award du meilleur acteur dans une comédie musicale - In the Heights
- 2015 : Tony Award du meilleure partition originale - Hamilton
- 2016 : Oscar de la meilleure chanson originale pour Le Bleu Lumière (Vaiana : La Légende du bout du monde)
- 2016 : Golden Globe de la meilleure chanson originale pour Le Bleu Lumière (Vaiana : La Légende du bout du monde)
- 2016 : Grammy Awards de Meilleure chanson écrite pour un film pour Le Bleu Lumière (Vaiana : La Légende du bout du monde)
- 2018 : Golden Globe du meilleur acteur dans un film musical ou de comédie - Le Retour de Mary Poppins
- 2018 : Saturn Award du meilleur acteur dans un second rôle - Le Retour de Mary Poppins
- 2020 : Golden Globe du meilleur acteur dans un film musical ou de comédie - Hamilton
- 2020 : Golden Globe de la meilleure mini série ou téléfilm - Fosse/Verdon
- 2020 : Emmy Award de la meilleure série limitée - Fosse/Verdon
- 2020 : Emmy Award du meilleur acteur dans une mini-série ou un téléfilm - Hamilton
- 2021 : People's Choice Award du film dramatique préféré - D'où l'on vient
- 2021 : Satellite Award du meilleur film musical ou de comédie - D'où l'on vient
- 2021 : Critics' Choice Movie Award du meilleur film - Tick, Tick... Boom!
- 2021 : Producers Guild of America Award du meilleur film - Tick, Tick... Boom!
- 2021 : NAACP Image Award du meilleur réalisateur dans un film - Tick, Tick... Boom!
- 2021 : Satellite Award de la meilleure réalisation - Tick, Tick... Boom!
- 2021 : Golden Globe du meilleur film musical ou de comédie - Tick, Tick... Boom!
- 2021 : Oscar du public - Tick, Tick... Boom!
- 2021 : Oscar de la meilleure chanson originale pour Dos Orguitas - Encanto : La Fantastique Famille Madrigal
- 2021 : Golden Globe de la meilleure chanson originale pour Dos Orguitas - Encanto : La Fantastique Famille Madrigal
- 2021 : Annie Award de la meilleure musique pour le cinéma - Encanto : La Fantastique Famille Madrigal
- 2021 : Satellite Award du meilleur film d'animation - Vivo